# Kuramihirangi Smith
Kuramihirangi Smith – nowozelandzka judoczka.
Srebrna i brązowa medalistka mistrzostw Oceanii w 2006. Mistrzyni kraju w 2004 i 2006 roku.